# باتان ماديا براديش
باتان ماديا براديش هم مجتمع من البشتون الناطقين باللغة الأردية المستقرين في ولاية ماديا براديش الهندية.

## الأصل
كان مستوطنو الباتان الأوائل في ولاية بوبال الأميرية يُعرفون باسم بارو كات لأنهم كانوا يستخدمون القصب لتسقيف منازلهم. أصبحت بوبال مركزًالمستوطنات الباتان، وتوالت هجرة الباتان إلى بوبال للعمل في جيش البيجوم. استمرت الهجرة حتى استقلال باكستان في عام 1947. استقر باتان روهيلا في ولاية جاورا[استشهاد منقوص البيانات].